# جدو
محافظة غذو (بالصومالية: Geedo)‏ هي منطقة إدارية (gobolka) جزءا من أعالي جوبا المنطقة التاريخية، والصومال. غيدو هي العاصمة الإقليمية لغربهاري Garbahaarreey. منطقة غيدو التي أنشئت في ثمانينات القرن العشرين وتحدها أوغادين في إثيوبيا، والمقاطعة الشمالية الشرقية في كينيا والصومال ومناطق باكول وباي Jubbada Dhexe (جوبا الوسطى)، وJubbada Hoose (جوبا السفلى (شرق أبعد. الأجزاء الجنوبية من جيدو، إلى الغرب من نهر جوبا، وكانت جزءا من Transjuba البريطانية القديمة في المنطقة خلال النصف من سبعين عاما من عهد الاستعمار في أفريقيا 1890 حتي 1960. البريطانيين والإيطاليين خاض أكثر من مرتين في هذه المنطقة من القرن الأفريقي. سكان منطقة غيدو (جدو) انفجرت في السنوات الخمس والعشرين الماضية وصلت إلى قرابة مليون شخص في أوائل تسعينات القرن العشرين بعد الحرب الاهلية التي اندلعت في العاصمة.
معظم القادمين الجدد إلى المنطقة، وفجأة ترك توطين أجزاء مختلفة من العالم. هذه الهجرة Buuloxaawo جعل ثاني أكبر منطقة غيدو.(Luuq) لوق تستخدم ليكون ثاني أكبر المدن والمحافظات بعد بارديرا (Bardhere). في وقت واحد ومقاطعة Buuloxaawo هي أكبر المدن والمحافظات في المنطقة.
1 خلال 1990 في شمال غيدو
2 مناطق جيدو
2.1 بارديرا وBeled Haawo
3 السكان
4 التجارة في غيدو
5 حكومة غيدو
6 المناظر الطبيعية للمنطقة غيدو
7 مدن وبلدات في منطقة غيدو
السكان في Beled Haawo ارتفع إلى 200,000. وكان ذلك في أوائل 1990، عندما كان عدد كبير من سكان مقديشو تسوية Beled Haawo المدينة، لما له من الأجناس وعلى مقربة من الحدود الكينية، وأيضا في هذه المرة كان ظهور جماعة الاتحاد الإسلامية (الرابطة) التي يتزعمها الشيخ محمد الحاج يوسف معروف غيدو الوطنية، وبعد فترة وجيزة من خلال مجموعة من انتشار المنطقة الرابطة اتهمت الحكومة الإثيوبية لدعم الجبهة الوطنية لتحرير أوغادين (الجبهة الوطنية لتحرير اوجادين) وغيرهم من المسلحين داخل إثيوبيا وأدى ذلك إلى الغزو الإثيوبي للجيدو في عام 1996 وداخل «ماريان» قتال عشائري (تابعت) بعد أن لتلك القوات الإثيوبية والموالية لمكافحة القبائل الإثيوبية. بعد سنوات من الاضطرابات في المنطقة عام 2004 شيوخ العشائر والمثقفين ودعا مؤتمر للسلام في المنطقة Garbahaarreey العاصمة. واحد من الاتفاقات من هذا المؤتمر هو إجراء انتخابات حرة ونزيهة في غضون ثلاث سنوات. منطقة غيدو اليوم هي واحدة من أكثر الأماكن السلمية في الصومال، وممثلين عن جميع المناطق ورؤساء البلديات، والمنطقة، ويتم انتخاب الحاكم من قبل الشعب.